# Lingua kalò della Finlandia
 Il kalò (kaalengo tšimb) è una lingua parte della famiglia della lingua romanì, parlata dai Kaale, gruppo rom della Finlandia. Il linguaggio è correlato ma non reciprocamente comprensibile con Scando-romanì o Anglo-romanì. È parlato anche in alcune aree della Svezia centrale.
Il kalò finlandese ha circa 6-10.000 parlanti, per la maggior parte anziani. Nel 2012 solo il 30% dei 13.000 rom di Finlandia parlavano il Kalo fluentemente e circa il 50% era in grado di comprenderlo. Ci sono stati alcuni sforzi di recupero della lingua, tramite la pubblicazione di dizionari e libri di grammatica e corsi di lingua in alcune università. Il kalò finlandese ha alcune somiglianze con le lingue romanì in Ungheria, dove si pone l'accento sulla prima sillaba della parola. Ciò è dovuto al fatto che sia il finlandese che l'ungherese fanno parte della famiglia della lingua uralica e che hanno influenzato la lingua romanì. Il kalò finlandese è stato insegnato nelle scuole dal 1980 e c'erano alcuni corsi disponibili già nel 1970. Nel 1800 furono pubblicati i primi libri sulla lingua kalò finlandese.

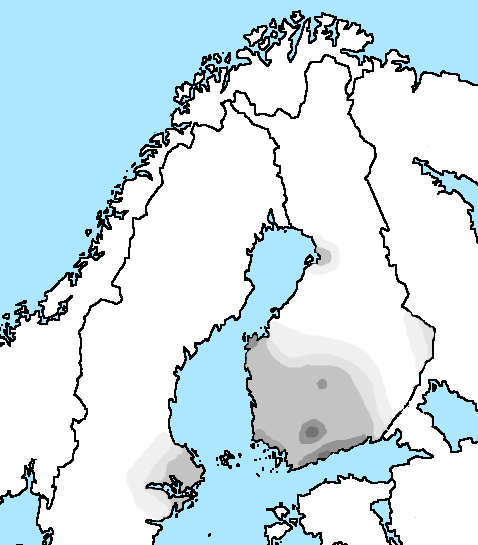
Kalo in Finlandia e Svezia